# Changbai
Changbai (chiń. 长白朝鲜族自治县; pinyin Chángbái Cháoxiǎnzú Zìzhìxiàn; kor. 장백현) – koreański powiat autonomiczny w północno-wschodnich Chinach, w prowincji Jilin, w prefekturze miejskiej Baishan. W 1999 roku liczył 87 359 mieszkańców.